# الکسی سربریاکوف
الکسی والریویچ سربریاکوف (روسی: Алексей Валерьевич Серебряков؛ زادهٔ ۳ ژوئیهٔ ۱۹۶۴) یک بازیگر سینما اهل روسیه است. او بازیگری را از ۱۵ سالگی شروع کرد و یکی از محبوب ترین و پردرآمدترین بازیگران روسی است.
از فیلم‌ها یا برنامه‌های تلویزیونی که وی در آن نقش داشته است، می‌توان به اسکادران، ون گوگ‌ها، کارگو ۲۰۰ و لویاتان اشاره کرد.
وی همچنین برندهٔ جوایزی همچون هنرمند مردمی روسیه شده است.